# Sigurður Eggerz

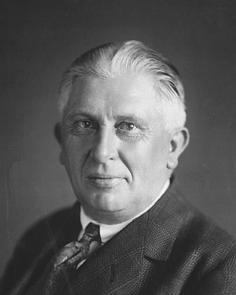
Sigurður Eggerz (1914)

Sigurður Eggerz (* 1. März 1875 in Borðeyri; † 16. November 1945 in Reykjavík) war ein isländischer Politiker (Alte Unabhängigkeitspartei, später Unabhängigkeitspartei). Er war Finanz- und Justizminister sowie zweifacher Premierminister Islands.

## Biografie
1903 erhielt Sigurður von der Universität Kopenhagen einen Hochschulabschluss in Rechtswissenschaft.
In den Jahren von 1911 bis 1915, 1916 bis 1926 und noch einmal von 1927 bis 1931 war er Mitglied des isländischen Parlaments Althing. Im Frühjahr 1922 war er außerdem Präsident des Althing.
Am 21. Juli 1914 löste er im Amt des Premierministers Hannes Hafstein ab, sein Nachfolger wurde am 4. Mai 1915 Einar Arnórsson.
Am 28. August 1917 übernahm Sigurður von Björn Kristjánsson das Amt des Finanzministers, das er am 25. Februar 1922 an Magnús Guðmundsson übergab.
Am 7. März 1922 übernahm er das Amt des isländischen Premiers und Finanzministers und behielt beide Ämter bis zum 22. März 1924. Vorgänger wie Nachfolger war Jón Magnússon.
Sigurður war Mitbegründer der Unabhängigkeitspartei Islands, die 1929 entstand.

## Familie
Mit seiner Frau Solveig, deren Vater Kristján Jónsson war, hatte er zwei Kinder, Petur und Erna. Petur Eggerz war als Diplomat im Außenministerium tätig, unter anderem als Botschafter in Deutschland. Er wurde nach seiner Rückkehr nach Island Schriftsteller.